# Ihor Kalinin
Ihor Ołeksandrowycz Kalinin, ukr. Ігор Олександрович Калінін (ur. 28 grudnia 1959) – ukraiński polityk narodowości rosyjskiej, były doradca prezydenta Ukrainy (2013–2014), szef Służby Bezpieczeństwa Ukrainy (2012–2013).

## Życiorys
Urodził się 28 grudnia 1959 r. we wsi Rajowo (ros. Райово, Раёво) w rejonie mytiszczańskim obwodu moskiewskiego (obecnie w obrębie północno-wschodniego okręgu administracyjnego Moskwy) jako Igor Aleksandrowicz Kalinin (Игорь Александрович Калинин).
Od 1977 r. służył w Armii Radzieckiej. W 1981 r. ukończył Wyższą Szkołę Oficerską Wojsk Drogowych i Inżynieryjnych w Moskwie. Od 1984 do 1991 r. służył w KGB. W l. 1986-88 brał udział w wojnie afgańskiej.
Od 1991 r. w SBU. W l. 1992-2002 pracownik naukowy Narodowej Akademii SBU. Od 2002 szef Specjalnego Centrum Szkoleniowego Głównego Zarządu „A” (antyterrorystycznego) SBU. W 2005 r. odszedł na emeryturę w stopniu pułkownika.
Od 2005 do 2010 r. dyrektor centrum szkoleniowego ochroniarzy prywatnej Agencji Bezpieczeństwa „Alfa-Szczit” (Альфа-Щит).
W kwietniu 2010 roku został mianowany przez prezydenta Wiktora Janukowycza szefem Zarządu Ochrony Państwowej Ukrainy, zajmującego się m.in. ochroną wyższych urzędników Ukrainy.
W sierpniu 2011 r. awansowany na stopień generała porucznika, a 24 sierpnia 2012 r. – na generała pułkownika.
Szef Służby Bezpieczeństwa Ukrainy od 3 lutego 2012 r. do 9 stycznia 2013 r. Po dymisji został mianowany doradcą prezydenta Ukrainy, natomiast kierownictwo SBU objął Ołeksandr Jakymenko. Obowiązki doradcy pełnił do 24 lutego 2014 r.
Ihor Kalinin posiada tytuł kandydata nauk wojskowych ze specjalnością „wywiad i zagraniczne armie”. Został także odznaczony radzieckim Orderem Czerwonej Gwiazdy.
Według Tadeusza A. Olszańskiego z Ośrodka Studiów Wschodnich Ihor Kalinin należy do kręgu tzw. rodziny, ugrupowania biznesowo-politycznego skupionego wokół Ołeksandra Janukowycza i Jurija Iwaniuszczenki, zaufanego człowieka prezydenta.
6 marca 2014 r. Ihor Kalinin znalazł się na liście osób objętych restrykcjami (zamrożenie rachunków bankowych) nałożonymi przez Radę Unii Europejskiej. Stało się to w związku z dochodzeniem w sprawie defraudacji środków publicznych Ukrainy i nielegalnym transferem pieniędzy za granicę przez urzędników związanych z Wiktorem Janukowyczem.
Jest żonaty, ma syna.